# Carro elétrico
Carro elétrico recarregando-se 
num eletroposto em Berlim.
Um carro elétrico ou veículo elétrico (VE) é um automóvel propulsionado por um motor de tração elétrica, usando energia elétrica como a principal fonte de propulsão.
O termo normalmente se refere a um veículo elétrico plug-in, normalmente um veículo elétrico a bateria (BEV), que usa apenas a energia armazenada em baterias, mas também pode incluir um veículo elétrico híbrido plug-in (PHEV), um veículo elétrico com autonomia estendida (REEV) e um veículo elétrico com célula de combustível (FCEV), que pode converter a energia elétrica de outros combustíveis por meio de um gerador ou de uma célula de combustível.
No início do desenvolvimento do automóvel em 1900 e nas décadas seguintes, veículos de propulsão elétrica desempenharam um papel importante no trânsito urbano. No entanto, mediante o avanço na construção de veículos a combustão e a expansão da rede de postos de combustíveis, eles foram substituídos. A produção de veículos elétricos voltou a aumentar apenas nos anos 1990. Nos anos 2000, baterias de lítio de alto desempenho foram adaptadas para veículos.
Em dezembro de 2018, 5,3 milhões de carros de passeio elétricos estavam em uso mundialmente sejam plenamente elétricos ou carros híbridos plug-in.

## História
A história do carro elétrico se inicia em 1828 com a invenção do primeiro motor elétrico do mundo, criado pelo engenheiro Húngaro Ányos Jedlik, que mais tarde foi aplicado a um pequeno protótipo de carro por ele mesmo. Entre os anos de 1834 e 1835 temos listados dois principais inventores do carro elétrico, o ferreiro vermontês Thomas Davenport que criou um dispositivo semelhante que era aplicado em uma pista circular eletrificada (semelhante a pista de autorama), e temos também Robert Anderson, empresário e químico escocês que apresentou um protótipo que era a evolução de um carro, uma carroça com propulsão elétrica, ambas invenções funcionavam com baterias de pilhas não recarregáveis. A invenção de Robert foi vista com bons olhos em comparação ao carro com motor a vapor existente, mas como as baterias utilizadas na época eram não recarregáveis, o uso dos modelo ficava pouco prático e caro, restringindo a invenção a classe alta da época, o que não contribuiu com a popularização do modelo. Em 1859, o francês Gaston Planté realizou a demonstração da primeira bateria chumbo-ácido, que posteriormente em 1881 foi melhorada pelo cientista também francês Émile Alphonse Faure. O mesmo fez modificações consideráveis no design das baterias, o que facilitou sua produção em escala industrial, favorecendo o mercado dos carros elétricos, sendo implantadas em modelos novos.
Paralelo aos carros elétricos era criado o carro a combustão interna pelo casal alemão Karl Benz e Bertha Benz, apresentado em 1885, que possuía uma vantagem em relação ao carro elétrico, pois este dotava de uma autonomia de aproximadamente 60 Km e após este percurso deveria esperar horas para o carro voltar a funcionar, enquanto o carro a combustão apenas dependia do reabastecimento para voltar a funcionar imediatamente.
O primeiro automóvel a superar a velocidade de 100 km/h foi o La Jamais Contente, carro elétrico equipado com dois motores e projetado por Camille Jenatzy (1868-1913). A marca foi alcançada em Paris, a 29 de abril de 1899.
O Lohner-Porsche foi o primeiro automóvel híbrido elétrico (gasolina-elétrico) da história, fabricado de 1900 a 1905. Foi também primeiro a ter freios nas quatro rodas, e tração 4x4 (uma vez que era equipado com quatro motores elétricos, um para cada roda).
Durante o final do século XIX a briga entre os carros elétricos e o modelo do casal Benz competiam pelo mercado de automóveis, mas no início do século XX com a chegada de Henry Ford e seu modelo de produção que reduziu drasticamente o preço dos carros a combustão, favorecidos também pela descoberta de reservas de petróleo que baratearam o combustível, o carro elétrico teve seu primeiro declínio, mesmo sendo mais ecológico, leve e silencioso. Contudo atualmente as circunstâncias mudaram, e a quantidade de danos produzidos ao meio ambiente ao longo do tempo, fez com que grandes empresas dessem mais atenção a alternativas sustentáveis, gerando um maior investimento em carros elétricos.
O primeiro automóvel ("astromóvel") a circular fora do planeta Terra, o Lunokhod 1, não-tripulado e controlado remotamente a partir de sua base terrestre, era alimentado pela energia elétrica fornecida por poinéis solares. LRV (Lunar Roving Vehicle) um carro elétrico de quatro motores (um para cada roda e alimentados por baterias não-recarregáveis) usado na Lua pela tripulação da Apollo 15 em 31 de Julho de 1971, foi primeiro astromóvel tripulado a circular fora da Terra.
Durante muito tempo, as investidas para a disseminação dos carros elétricos encontraram muita dificuldade no que diz respeito ao recarregamento da bateria. Que além de demorar muito para recarregar, dependia de tomadas especiais que não eram encontradas com facilidade. Porém atualmente o empresário americano Elon Musk, chegou a marca de 1 milhão de carros elétricos vendidos em 6 meses, durante o ano de 2018, entretanto este carro ainda é caro para países subdesenvolvidos, como no Brasil, em que o Tesla Model 3 custa em torno de R$300.000,00. Os modelos atuais de carros elétricos ainda encontram alguns empecilhos para a perfeita atuação, primeiramente, em relação a recarga, que já evoluiu bastante em países desenvolvidos, onde se encontra eletropostos de recarga capazes de recarregar em torno de uma hora. Em tomadas 220V os carros da Tesla levam em média 8 horas para carregar, é possível instalar em casa um ponto de recarregamento que custa em torno de 4 mil reais, o que diminuiria este tempo. Além disso as baterias usadas nestes carros, apesar de possuirem uma vida útil maior do que de carros convencionais, apresentam um valor muito elevado, que variam de 10 a 200 mil reais.
Em 1838, William Robert Grove inventou a célula de combustível que, por meio de uma reação eletroquímica, gera eletricidade combinando O2 e H2. Por meio de eletrólise reversa, processo inverso da eletrólise, as células de combustível geram eletricidade Em Junho de 1991, Roger Billings apresentou o primeiro automóvel com célula de combustível. A célula de combustível automotiva, quando comparada com a bateria, apresenta vantagens como menor tempo de recarga/reabastecimento e maior autonomia.

#### No Brasil
O Gurgel Itaipu foi um carro elétrico desenvolvido no Brasil pelo empresário João Gurgel, que era um pioneiro na engenharia, e criou uma marca de automóveis cem por cento brasileira. Em 1974, o primeiro protótipo do Itaipu foi apresentado, ele tinha capacidade para apenas duas pessoas. Seu peso era de 460Kg, sendo 320Kg concentrado em baterias de 3,2KW entregando um equivalente a 4,2 CV.
Porém um problema sofrido por carros elétricos desde os primeiros modelos até os atuais também afetou o desenvolvimento do Itaipu, ele precisava de tomadas especiais para recarga, o que dificultava a popularização, além do que demorava em torno de 6 a 8 horas para carregar. Esses inconvenientes foram determinantes para o insucesso do modelo de carro elétrico brasileiro.
Em 1942, durante a Era Vargas, foi criada a FNM (Fábrica Nacional de Motores) conhecida popularmente como "FeNeMê". Inicialmente dedicada a fabricação de motores aeronáuticos, passou a fabricar também caminhões e automóveis em 1949. Em 2018, a FNM voltou a atividade como Fábrica Nacional de Mobilidade, agora focada na fabricação de caminhões elétricos. Nos anos 2020, pesquisadores brasileiros desenvolvem células de combustível "movidas" a etanol, capazes de converterem em energia elétrica o hidrogênio contido no álcool combustível. Veículos com célula de combustível a etanol, são rapidamente reabastecidos e tem maior autonomia.
Em 2023, com o aumento no número de vendas e a expectativa de crescimento no setor impulsionada pelos chineses, o país já tem 51 modelos elétricos à venda, com preços variando entre R$ 119.990 (Chery iCar) e R$ 1.399.000 (Mercedes-Benz EQS Sedan). Apesar de um possível crescimento no setor, a volta do imposto de importação, a falta de infraestrutura, investimento, legislação e de uma indústria nacional são um grande agravante e podem acabar freando o desenvolvimento do segmento no país. Entre 2017 e 2022, foram comercializados cerca de 13 mil veículos elétricos no Brasil. Atualmente, o país conta com cerca de 4 mil eletropostos de acordo com a Associação Brasileira do Veículo Elétrico (ABVE), ou 0,00058 carregador por km².